# Nyctyornis
Nyctyornis är ett fågelsläkte i familjen biätare inom ordningen praktfåglar med två asiatiska arter:
- Rödskäggig biätare (N. amictus)
- Blåskäggig biätare (N. athertoni)